# قرار مجلس الأمن التابع للأمم المتحدة رقم 629
تم اعتماد قرار مجلس الأمن التابع للأمم المتحدة رقم 629 بالإجماع في 16 كانون الثاني / يناير 1989، بعد تأكيد المجلس على قراراته رقم 431 لعام 1978 ورقم 435 لعام 1978 ورقم 628 لعام 1989، يقر بعد ملاحظته اتفاق أطراف بروتوكولا برازافيل [الإنجليزية] تحديد موعد 1 نيسان / أبريل 1989 ليكون تاريخ انسحاب القوات الجنوب أفريقية من أنغولا مما يمهِّد الطريق إلى استقلال ناميبيا.